# Konjsko (Republika Serbska)
Konjsko (cyr. Коњско) – wieś w Bośni i Hercegowinie, w Republice Serbskiej, w mieście Trebinje. W 2013 roku liczyła 27 mieszkańców.